# Gilles Lamontagne
Joseph-Georges-Gilles-Claude Lamontagne, PC, OC, CQ (* 17. April 1919 in Montreal; † 14. Juni 2016 in Québec) war ein kanadischer Politiker. Von 1965 bis 1977 war er Bürgermeister der Stadt Québec. Anschließend war er bis 1984 liberaler Abgeordneter des kanadischen Unterhauses; während dieser Zeit führte er das Postministerium und das Verteidigungsministerium. Schließlich amtierte er bis 1990 als Vizegouverneur der Provinz Québec.

## Biografie
Lamontagne absolvierte in Montreal ein Wirtschaftsstudium an der École des hautes études commerciales. 1941 trat er in die Royal Canadian Air Force ein und gelangte im Zweiten Weltkrieg als Bomberpilot zum Einsatz. Im März 1943 wurde sein Flugzeug in den Niederlanden abgeschossen, woraufhin er in deutsche Kriegsgefangenschaft geriet. Nach seiner Befreiung im Mai 1945 kehrte er nach Kanada zurück und leitete zwei Jahrzehnte lang ein Warenhaus in der Stadt Québec. Außerdem war er Rekrutierungsoffizier und Vorsitzender der dortigen Sektion des Rotary Club.
1962 wurde Lamontagne in den Stadtrat von Québec gewählt, drei Jahre später folgte die Wahl zum Bürgermeister. Darüber hinaus war er ab 1974 Präsident des Gemeindeverbandes der Provinz Québec. Er trat 1977 zurück und trat als Kandidat der Liberalen Partei zu einer Nachwahl im Unterhaus-Wahlbezirk Langelier an, wobei er sich mit zwei Drittel der Stimmen durchsetzte. Sowohl 1979 als auch 1980 gelang ihm mit ähnlich guten Ergebnissen die Wiederwahl.
Im Bundeskabinett von Pierre Trudeau war Lamontagne von Februar 1978 bis Juni 1979 als Postminister vertreten. Nach rund einem halben Jahr in der Opposition stellten die Liberalen ab März 1980 wieder die Regierung. Lamontagne übernahm das Verteidigungsministerium und stand diesem bis August 1983 vor. Sein Unterhausmandat behielt er sieben weitere Monate bei. Generalgouverneur Edward Schreyer vereidigte ihn am 28. März 1984 als Vizegouverneur von Québec. Dieses repräsentative Amt übte er bis zum 9. August 1990 aus.